# Polypterus endlicheri endlicheri
El bichir ensillado (Polypterus endlicheri endlicheri) es un pez de agua dulce, una subespecie de la especie Polypterus endlicheri del género Polypterus.

## Apariencia
El cuerpo del bichir ensillado es largo y casi tan alto como ancho. Presenta una aleta dorsal serrada que recorre casi todo su cuerpo hasta encontrarse con la aleta caudal. Las aletas pectorales, que se unen justo debajo y detrás de las branquias, son su principal medio de locomoción. El patrón que presenta el bichir ensillado en la piel consiste en bandas verticales irregulares a lo largo de los flancos del pez, pero no se extienden completamente sobre la superficie ventral. Normalmente son de color blanco amarillento, pero a veces son de color platino.
En estado silvestre, se ven manchas negras en y alrededor de la cabeza, el cuerpo y la aleta caudal.
Polypterus endlicheri endlicheri es una de las subespecies más grandes del género Polypterus, con un récord de 63,0 cm. El peso máximo registrado es de 3,3 kg.
La cabeza del bichir ensillado es pequeña y similar a la de un lagarto, con una enorme boca abierta y pequeños ojos en cada lado. A causa de su pobre visión, el bichir suele cazar guiándose por el olfato. Fosas nasales externas  sobresalen de la nariz del Polypterus endlicheri endlicheri para poder permitirlo.
Tiene dos primitivos pulmones en lugar de vejiga natatoria, lo que le permite tragar aire periódicamente de la superficie del agua. En los acuarios se pueden observar bichires yendo a la superficie con este propósito. Siempre que la piel permanezca húmeda, el pez puede permanecer fuera del agua durante períodos de tiempo muy largos.

## Subespecies
Hay otra subespecie de Polypterus endlicheri, Polypterus endlicheri congicus, que suele ser mucho más grande que Polypterus endlicheri endlicheri, llegando a medir 1 m.